# Ветово (община)
Община Ветово се намира в Северна България и е една от съставните общини на област Русе.

## География

### Положение и площ
Общината се намира в източната част на област Русе. С площта си от 363,002 km2 заема 3-то място сред 8-те общини на областта, което съставлява 13,12% от територията на областта. Границите ѝ са следните:
- на запад – община Иваново;
- на север – община Русе;
- на североизток – община Кубрат, област Разград;
- на югоизток – община Разград, област Разград;
- на юг – община Цар Калоян, област Разград.

### Природни ресурси
Релеф
Община Ветово се намира в западната част на Източната Дунавска равнина. Релефът на общината е предимно хълмист, с надморска височина между 100 и 300 m, като цялата ѝ територия е разположена в най-западната част на Лудогорското плато и теренът постепенно се повишава от северозапад на югоизток. Именно по тази причина най-високата точка на община Ветово се намира в най-югоизточната ѝ част, източно от град Сеново – 413 m н.в.
Югозападно от село Писанец, на границата с община Иваново, в коритото на река Бели Лом е най-ниската точка на общината – 88 m н.в.
Води
Водният ресурс на община Ветово се базира най-вече на реките Бели Лом и Тополница, които се характеризират с предимно ограничено местно значение.
В южната част на общината, частично по границата с община Цар Калоян протича част от долното течение на река Бели Лом (дясна съставяща на река Русенски Лом, десен приток на Дунав). По цялото си протежение от град Сеново до границата с община Иваново, югозападно от село Писанец реката тече в дълбока, силно меадрираща каньоновидна долина, със стръмни, на повечето места отвесни скални склонове. Дълбочината на долината ѝ спрямо околния терен на места достига до 100 – 120 m.
На север от град Глоджево, по границата с община Кубрат, от изток на запад преминава и част от суходолието на Топчийска река (десен приток на Дунав), като нейната долина е също дълбоко врязана в Лудогорското плато.
Почви, изкопаеми
Почвите на територията на общината са представени от черноземни, сиви горски и наносни (алувиални и алувиално-ливадни). Благоприятните водни, въздушни и топлинни свойства правят черноземните и алувиално-ливадните почви едни от най-предпочитаните за земеделие. Те са подходящи за почти всички земеделски култури.
Районът на община Ветово е богат на полезни изкопаеми, като с най-голямо стратегическо и икономическо значение са находищата на каолин и кварцов пясък.

### Население
Етнически състав (2011)
Численост и дял на етническите групи според преброяването на населението през 2011 г.:
|                     | Численост | Дял (в %) |
| Общо                | 12 450    | 100,00    |
| Българи             | 3145      | 25,26     |
| Турци               | 6 044     | 48,55     |
| Цигани              | 1744      | 14,01     |
| Други               | 338       | 2,71      |
| Не се самоопределят | 52        | 0,42      |
| Неотговорили        | 1 127     | 9,05      |

Численост (1934 – 2021)
| Община Ветово                                 | Община Ветово | Община Ветово | Община Ветово | Община Ветово | Община Ветово | Община Ветово | Община Ветово | Община Ветово | Община Ветово | Община Ветово | Община Ветово |
| --------------------------------------------- | ------------- | ------------- | ------------- | ------------- | ------------- | ------------- | ------------- | ------------- | ------------- | ------------- | ------------- |
| Година                                        | 1934          | 1946          | 1956          | 1965          | 1975          | 1985          | 1992          | 2001          | 2011          | 2021          |               |
| Население                                     | 28941         | 27793         | 25894         | 26313         | 24738         | 22758         | 21017         | 18774         | 12450         | 9952          |               |
| Източници: Национален Статистически Институт, |               |               |               |               |               |               |               |               |               |               |               |

## Населени места
Основни данни
Общината има 6 населени места с общо население от 9952 жители към 7 септември 2021 г.
| Населено място | Население (2021 г.) | Площ на землището km2 | Забележка (старо име) | Населено място | Население (2021 г.) | Площ на землището km2 | Забележка (старо име)           |
| -------------- | ------------------- | --------------------- | --------------------- | -------------- | ------------------- | --------------------- | ------------------------------- |
| Ветово         | 3632                | 86,801                |                       | Писанец        | 346                 | 62,818                |                                 |
| Глоджево       | 2802                | 76,136                | Глоджово              | Сеново         | 1081                | 47,106                |                                 |
| Кривня         | 419                 | 35,265                |                       | Смирненски     | 1681                | 44,876                | Бей алан, Княжева поляна        |
|                |                     |                       |                       | ОБЩО           | 9952                | 353,002               | няма населени места без землища |

Административно-териториални промени
- МЗ № 3775/обн. 7 декември 1934 г. – преименува с. Бей алан на с. Княжева поляна;
- Указ № 191/обн. 22 април 1950 г. – преименува с. Княжева поляна на с. Смирненски;
- Указ № 960/обн. 4 януари 1966 г. – осъвременява името на с. Глоджово на с. Глоджево;
- Указ № 1942/обн. 17 септември 1974 г. – признава с. Ветово за гр. Ветово;
- указ № 2907/обн. 7 септември 1984 г. – заличава с. Кривня и го присъединява като квартал на с. Сеново и признава с. Сеново за гр. Сеново;
- Указ № 3005/обн. 9 октомври 1987 г. – закрива община Сеново и присъединява включените в състава ѝ населени места към община Ветово;
- Указ № 1800/обн. 30 декември 1988 г. – отделя кв. Кривня от гр. Сеново и го възстановява като отделно населено място – с. Кривня;
- Указ № 111/обн. 18 април 2003 г. – отделя селата Каменово и Равно и техните землища от община Ветово, Област Русе и ги присъединява към община Кубрат, Област Разград;

– отделя селата Просторно и Топчии и техните землища от община Ветово, Област Русе и ги присъединява към община Разград, Област Разград;
- Реш. МС № 391/обн. 13 юни 2003 г. – признава с. Глоджево за гр. Глоджево;
- Указ № 348/обн. 27,10.2009 г. – отделя с. Бъзън и неговото землище от община Ветово и го присъединява към община Русе.

## Забележителности
Според проучвания, извършени от експедиция на БАН през 1975 – 1976 г., община Ветово представлява богат исторически материал за археологическо наследство. От направените проучвания става ясно, че на територията на общината е съществувал живот от дълбока древност. Доказателство за това са откритите исторически паметници:
- в землището на град Ветово – палеолитно находище „Черна пещера“;

– тракийско антично и средновековно селище в местността „Кадийца“ на десния бряг на река Бели Лом;
– късно антично средновековно селище от Втората българска държава със скална църква на 4 km от града.
- в землището на град Сеново – антична крепост „Сиври канара“;

– малко укрепление южно от града;
– голям скален масив с 21 скални килии, църква, оформена с ниши, отвори прозорци, рисунки.
- землището на село Кривня – крепостта „Синград“ (на 5 km на северозапад от селото), от която сравнително добре са запазени част от стените. Установено е и старо селище от керамика от римско и византийско време;

– скалните манастири в местността „Срещу чекърца“.
- в землището на село Писанец – скални килии на 3 km югоизточно от селото;

– скална килия на 1 – 2 km югозападно от селото в „Хайдушката пещера“;
– скална килия на 3,6 km югозападно от селото на левия бряг на река Бели Лом в местността „Камберска чука“;
– скални килии на левия бряг на река Бели Лом в местността „Валийца“;
– скална църква и скална килия в местност „Манастира“;
– селищна могила на 5 km северно от левия бряг на река Бели Лом.
Защитени територии според Закона за защитените територии или Закона за защита на природата на територията на община Ветово са:
- Югозападно от село Писанец, част от поречието на река Бели Лом попада в Природния парк „Русенски Лом“, обявен за защитена територия през 1970 г. Богатото биологично разнообразие, уникалният ландшафт и забележителното културно-историческо наследство превръщат парка в притегателен център за развитието на вътрешен и международен туризъм.
- Природен резерват „Бели Лом“. Разположен е по поречието на река Бели Лом южно от град Ветово, в местността „Голямата Курия“.
- Природна забележителност „Рибарниците“ при град Ветово.

## Транспорт
През средата на общината, от северозапад на югоизток преминава участък от 25,8 km Русе – Самуил – Каспичан – Варна.
През общината преминават частично 4 пътя от Републиканската пътна мрежа на България с обща дължина 80,8 km:
- участък от 7,8 km от Републикански път I-2 (от km 31,3 до km 39,1);
- началният участък от 33,3 km от Републикански път III-2001 (от km 0 до km 33,3);
- последният участък от 15,4 km от Републикански път III-2003 (от km 11 до km 26,4);
- участък от 24,3 km от Републикански път III-2302 (от km 12 до km 36,3).

## Топографска карта
- Лист от карта K-35-5. Мащаб: 1 : 100 000.
- Лист от карта K-35-17. Мащаб: 1 : 100 000.